# جيمي ويليس
جيمي ويليس (بالإنجليزية: Jimmy Willis)‏ (12 يوليو 1968 بليفربول في المملكة المتحدة - ) هو لاعب كرة قدم بريطاني في مركز الدفاع. لعب مع برادفورد سيتي وستوكبورت كونتي وليستر سيتي ونادي هاليفاكس تاون ودارلينجتون إف سى.

## وصلات خارجية
- جيمي ويليس على موقع قاعدة بيانات كرة القدم.إي يو (الإنجليزية)
- جيمي ويليس على موقع Soccerbase.com (لاعب) (الإنجليزية)
- جيمي ويليس على موقع عالم كرة القدم.نت (الإنجليزية)